# 不敵なあいつ
『不敵なあいつ』（ふてきなあいつ）1966年10月8日に公開された日本の映画である。監督は西村昭五郎。主演は小林旭。日活制作。

## 概要
小林旭のあいつシリーズ第1作。
殺された幹部の敵を取れと命じられた足を洗うつもりだったヤクザが、無残な殺され方をし、それに激昂した都築が、組を飛び出し悪辣な組織に牙を剥く。

## キャスト
- 都築浩介： 小林旭
- 千加：芦川いづみ
- 熊五郎： 東京ぼん太
- 峯原京子：北川めぐみ
- 清二：藤竜也
- 桜井：深江章喜
- 峯原周平：佐野浅夫
- 陣野： 杉江弘（杉山弘太郎）
- タキ：武智豊子
- ひろ子：可能かづ子（夏海千佳子）
- 杉崎：天坊準
- 藤岡 ： 宮崎準
- 飯塚： 木浦佑三
- 亀田：玉村駿太郎
- 伊藤：長谷川弘
- ノリロー ：新山ノリロー
- トリロー ： 新山トリロー
- 先生 ： 井東柳晴
- ゴルフ練習場のマスター：三樹高雄
- 喫茶店マスター：高野誠二郎
- 花屋：千代田弘
- 港東会組員： 山口吉弘、式田賢一、 赤司健介、中平哲仟、石火矢哲郎（村井健二）、沢美鶴、根本義幸
- まゆみ： 瞳美沙
- 清二の恋人： 萩道子
- 大黒屋の酒場のホステス：森みどり
- 歌手：水木潤子
- 金粉ショーのダンサー ： 菊池ゴールデントリオ
- 技斗： 高瀬将敏
- 龍司：中谷一郎
- 郷田猪造：神田隆
- 式場：内田朝雄
- クラブの歌手 ： 坂本スミ子(特別出演)

## スタッフ
- 監督：西村昭五郎
- 脚本：甲斐久尊、石森史郎
- 企画：友田二郎
- 音楽：鏑木創

## 同時上映
『栄光への挑戦』
- 脚本：池上金男、舛田利雄 / 監督：舛田利雄 / 主演：石原裕次郎